# أنسة أوه أخرى
أنسة أوه أخرى هو مسلسل كوري جنوبي من بطولة إريك مون، سيو هيون جين وجيون هاي بن.عرض المسلسل على شبكة تي في إن في الفترة من 2 مايو حتى 28 يونيو 2016.

## روابط خارجية
أنسة أوه أخرى على موقع IMDb (الإنجليزية)
- أنسة أوه أخرى على موقع نتفليكس (الإنجليزية)
- أنسة أوه أخرى على موقع كينوبويسك (الروسية)
- أنسة أوه أخرى على موقع قاعدة بيانات الفيلم (الإنجليزية)